# Ruta Provincial 5 (Santa Cruz)
La Ruta Provincial 5 es una carretera de Argentina que comienza en el paraje Güer Aike al sudeste de la provincia de Santa Cruz. Su recorrido total es de 181 kilómetros, de los cuales su totalidad está asfaltado. Teniendo como extremos la Ruta Nacional 3 y la Ruta Nacional 40. 
La Ruta es la principal vía de comunicación terrestre entre las ciudades de Río Gallegos, El Calafate y Yacimientos Río Turbio.

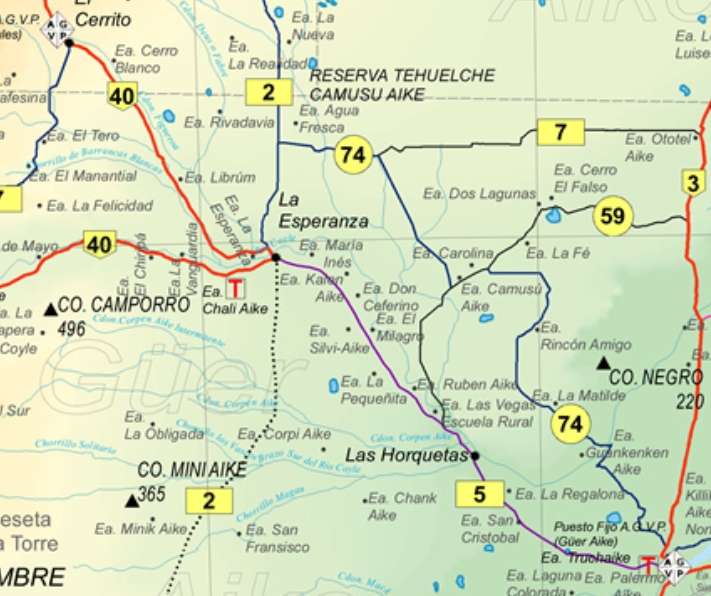
Vista de la RP 5 actual, después de que se denomine RN 40 el tramo Esperanza-Cerrito